# Скока (природна забележителност, област Шумен)
Вижте пояснителната страница за други значения на Скока (природна забележителност, област Шумен).
Скока се нарича природна забележителност в Стара планина разположена в землището на село Веселиново, обл. Шумен. Обявена е за такава със Заповед №РД-314/30.05.2006 г. на МОСВ.
Природната забележителност е обявена с цел опазване на интересния ландшафт. Той включва скални венци, система от два големи и няколко по-малки водопада на река Кръщеница, забележителни карстови и скални образувания сред които и най-характерното наречено „Софрата“. Обхваща площ от 1110,350 дка. Стопанисва се и се охранява от Държавно лесничейство „Смядово“ под контрола на РИОСВ-Шумен. От представителите на местната флора тук често се срещат червен божур (Paeonia peregrina), балканския ендемит понтийска ведрица (Fritillaria pontica) и момкова сълза (Pollygonatum multiflorum). Тези видове са разпространени предимно в местнстта „Челеклията“ От животинските видове се срещат сърни, елени, диви прасета и бухали.
Със съдействието на „фондация д-р Желю Желев“ в местността е изградена екопътека. Тя е с дължина около 8 km. Започва от западния край на село Веселиново и включва обхождането на четири природни образувания в района – водопадите „Скока“ и „Малкият скок“, „Пещерата“ („Сарая“) и местността „Софрата“. Изградени са места за почивка. Маршрутът е обозначен с указателни табели и знаци. Основният път е застлан с чакъл като към всяка от забележителностите се отделя пътека.
Мястото наречено „Софрата“ представлява гола скала насред гората със забележителни размери и без никаква растителност върху нея. Скалата е прорязана от улеи където според преданията траките извършвали жертвоприношения на боговете за мир и плодородие. Тук е измервано времето за зимното и лятното слънцестоене и отчитайки местоположението на слънцето траките извършвали едни от своите най-важни обреди в дните на пролетното и есенното равноденствие и през най-дългия и най-късия ден на годината.

## Галерия
- Начало на екопътеката
- Изглед към Скока
- Входът към пещерата
- От пещерата
- Водоскок на река Кръщеница
- Изглед към Малкия скок
- Гъби
- Място за почивка
- Към Софрата
- Софрата

## Извори
1. ↑  Заповед № РД-314 от 30.05.2006 г. за обявяване природна забележителност „Скока“
2. ↑  РИОСВ Шумен
3. ↑  Описание на забележителностите в Община Смядово[неработеща препратка]
4. ↑  Туристически маршрут води до местностите „Софрата“ и „Скока“[неработеща препратка]